# Podsabotin
Podsabotin je razloženo obmejno naselje z več zaselki v Občini Brda, na skrajnem jugovzhodu Goriških Brd, v Podsabotinskem dolu, na pobočju in na zahodnem vznožju hriba Sabotin ter ob potoku Pevnica, ki se na italijanskem ozemlju izliva v reko Sočo.
Zaselki so Breg, Dol, Vamorje, Škrgašče, Mlaka, Podbreg, Podravne, Podsenica, V Bregih in V Koncu. V središču naselja stoji nekdaj župnijska, sedaj pa podružnična cerkev sv. Nikolaja, v Podsenici pa podružnična cerkev sv. Lovrenca.

## Zgodovina
Naselje vaškega značaja je bilo po prvi svetovni vojni priključeno vasi Šentmaver, s katero je takrat spadalo pod Italijo. Arhitekt Maks Fabiani je po prvi svetovni vojni izdelal prostorski načrt prenove zaselka okoli cerkve Sv. Nikolaja.
Cerkev sv. Nikolaja je bila 21. septembra 1943 porušena med nemškim bombardiranjem v drugi svetovni vojni, v katerem je bilo ubitih 10 vaščanov. Zvonik in notranjost cerkve sta ostala v ruševinah vse do osamosvojitve Slovenije. Orgle iz cerkve sv. Nikolaja v Podsabotinu so danes v podružnični cerkvi Sv. Martina v Šmartnem.

## Prometne povezave
Skozi naselje je speljana leta 1984 zgrajena cesta od Solkana na Hum, ki služi kot glavna povezava v Goriška brda.